# Neureclipsis geniculata
Neureclipsis geniculata là một loài Trichoptera hóa thạch trong họ Polycentropodidae.